# Schmelzen

Schmelzende Eiswürfel

Das Schmelzen oder Abschmelzen ist der Phasenübergang eines festen Stoffes oder festen Stoffgemisches in den flüssigen Aggregatzustand, meist aufgrund von Wärmezufuhr und/oder Druckerniedrigung.
Wird ein Reinstoff bei konstantem Druck geschmolzen, so ist die dabei vorliegende Schmelztemperatur eindeutig bestimmt. Schmelztemperatur und Druck werden zusammen als Schmelzpunkt bezeichnet. Während des Übergangs bleibt die Temperatur konstant, sämtliche zugeführte Wärme wird (als Schmelzenthalpie) in die Änderung des Aggregatzustandes investiert. So hat zum Beispiel ein Wasser/Eis-Gemisch bei Normaldruck eine Temperatur von 0 °C.
Das Gegenteil des Schmelzens ist das Erstarren.
Bei Stoffen, deren Schmelztemperatur (bei Normaldruck) unterhalb der üblichen Raumtemperatur liegt, spricht man mitunter auch vom „Auftauen“; dessen Gegenteil ist dann das „Einfrieren“.

## Stoffgemische
Bei Stoffgemischen ist der Schmelzvorgang komplizierter, da als weitere Freiheitsgrade die Zusammensetzung der festen und flüssigen Phase hinzukommen. Der Schmelzvorgang findet nicht mehr bei einer konstanten Temperatur, sondern in einem Temperaturintervall, dem Schmelzbereich, statt. Eine Ausnahme bildet dabei das sich wie ein Reinstoff verhaltende eutektische Gemisch. Das Verhalten eines Gemisches während des Schmelzvorganges lässt sich durch ein Schmelzdiagramm darstellen. Die flüssige Phase eines Stoffes bzw. Stoffgemischs wird als Schmelze bezeichnet.

## Mesophasen
Bei einigen Stoffen erfolgt der Übergang vom festen zum flüssigen Aggregatzustand über Zwischenphasen, die Mesophasen. 
Flüssigkristalle bilden zwischen dem festen und flüssigen Zustand smektische und nematische Phasen. Dabei wird zuerst die Fernordnung im Kristall aufgegeben, während eine Nahordnung bestehen bleibt.
Im gegenteiligen Fall wird bei plastischen Kristallen zunächst die Nahordnung aufgelöst, während eine Fernordnung erhalten bleibt. Als Beispiel kann hier das Adamantan genannt werden, wo die hochsymmetrischen (kugelförmigen) Moleküle im plastischen Zustand entsprechende Rotationsfreiheitsgrade besitzen, der Platz im Kristallgitter aber erhalten bleibt.
Siehe auch Hexatische Phase.

## Schmelzen durch Druckerhöhung
Im Allgemeinen hat die Flüssigkeit eines Stoffes eine niedrigere Dichte als dessen Festzustand. Bei solchen Stoffen begünstigt eine Druckreduzierung das Schmelzen. Bei Stoffen, deren Flüssigzustand eine höhere Dichte hat/haben kann als ihr Festzustand, kann man den Stoff durch Druckerhöhung verflüssigen; bekanntestes Beispiel ist Wasser, das seine höchste Dichte flüssig bei ca. 4 °C hat und sich beim Gefrieren ausdehnt.

## Unterkühlte Schmelze
Unter einer unterkühlten Schmelze versteht man eine Flüssigkeit, die sich unterhalb ihrer Schmelztemperatur und somit in einem Aggregatzustand befindet, der nicht ihrem Gleichgewichtszustand entspricht. Dieser Effekt wird auch einfach Unterkühlung genannt und bei manchen Latentwärmespeichern genutzt.
Unterkühlte Schmelzen können bei der Glasübergangstemperatur in den amorphen Zustand übergehen. Dieses Verhalten bestimmt besonders die Eigenschaften organischer Polymere.